# Imzad
L'imzad, amzad, inzad, ou anzad est une vièle monocorde traditionnelle du genre des rabâb, pratiquée dans la musique des Touaregs ou des Berbères. 
Il est parfois surnommé le violon touareg ou violon targui.
Il est fabriqué et pratiqué exclusivement par les femmes. 
L'Imzad est mentionné dans le dictionnaire Touareg-français de Charles de Foucauld comme étant « l’instrument de musique favori, noble, élégant par excellence ; c’est lui qui a toutes les préférences, qu’on chante dans les vers, après lequel on soupire quand on est loin du pays, dont il est comme le symbole et dont il rappelle toutes les douceurs ; l’imzad est le compagnon habituel des Ahal élégants ; on en joue aux hôtes qu’on veut honorer ; bien jouer de l’imzad est une qualité rare et recherchée chez une femme, la perfection de la distinction et de l’élégance… ».

## Lutherie
Sa coque est constituée d'une demi-calebasse de 40 cm de diamètre, recouverte d'une peau percée de deux ouïes, et traversée d'un bâton faisant office de manche où est attachée la corde composée de crins de chevaux à l'aide d'une lanière. La fabrication d'un imzad nécessite en moyenne 6 à 7 jours.

## Jeu
Alors que dans le monde arabe le rabâb est un instrument exclusivement masculin, et que dans le Souss le ribab soussi est joué des hommes et des femmes, dans le monde touareg ou berbère en revanche le imzad est un instrument exclusivement féminin. 
Il est traditionnellement joué assis, par les femmes qui accompagnent en musique les poèmes et les chants des hommes, avec l'évocation de l'honneur guerrier, l'amour courtois, et le nomadisme dans le cas des touaregs. L'imzad se joue avec un archet et ne comporte qu'une corde en crins.
La pratique de cet instrument tend aujourd'hui à disparaître. Il reste peu de femmes à savoir encore le manier. Abdallah ag Oumbadougou se bat contre la disparition de cette coutume ancestrale avec son association Takrist n'Tada qui a ouvert des écoles à Arlit et à Agadez, au Niger, pour permettre la promotion de l'imzad auprès des jeunes filles. Il y a également l'Association Sauver l'Imzad qui se bat depuis les années 1990 pour la sauvegarde de cet instrument ancestral, âme de la culture touareg. Outre la mise en place d'écoles, de cours d'Imzad, et de Dar el Imzad (maison de l'Imzad, en cours de construction), l'association organise divers évènements et rencontres scientifiques internationales autour de cet instrument menacé de disparition.

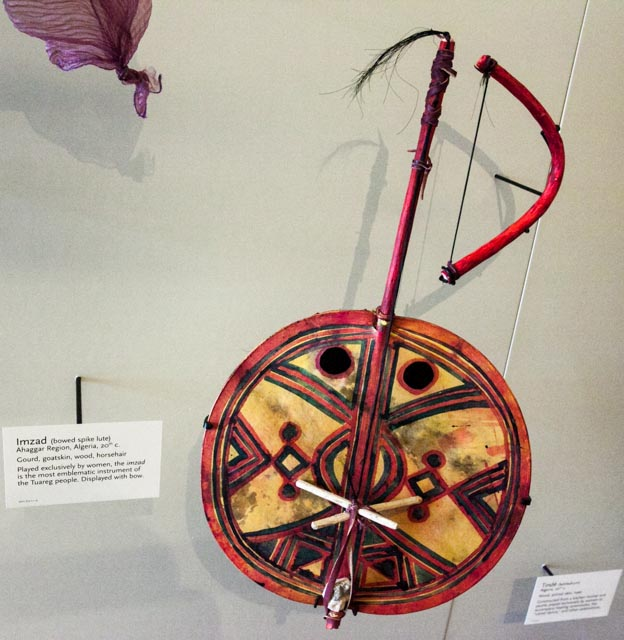
Imzad de la région de l'Ahaggar, Algérie, 20e s. Gourde, peau de chèvre, bois, crin de cheval

## Imzad classé au patrimoine culturel immatériel de l'humanité
Les pratiques et savoirs liés à l'Imzad ont été inscrits  à la liste représentative du patrimoine culturel immatériel de l'humanité par  l'Organisation des Nations unies pour l'éducation, la science et la Culture (Unesco) le 4 décembre 2013,.

## L'amzad en Libye
L'amzad se retrouve aussi chez les Touaregs de Libye. Voir la description d'un instrument collecté par De Bary Harald Krüger chez les Libyens touaregs de la région de Ghadamès en 2004.

## L'amzad au Gourara
Sa présence a notamment été attestée au Gourara, et notifiée en 1975, mais elle y demeurait très discrète.